# Чамберино (Нью-Мексико)
Чамберино (англ. Chamberino) — переписна місцевість (CDP) в США, в окрузі Донья-Ана штату Нью-Мексико. Населення — 736 осіб (2020).

## Географія
Чамберино розташоване за координатами 32°2′11″ пн. ш. 106°40′39″ зх. д. / 32.03639° пн. ш. 106.67750° зх. д. (32.036371, -106.677629).  За даними Бюро перепису населення США в 2010 році переписна місцевість мала площу 7,92 км², уся площа — суходіл.

## Демографія
Згідно з переписом 2010 року, у переписній місцевості мешкало 919 осіб у 298 домогосподарствах у складі 241 родини. Густота населення становила 116 осіб/км².  Було 327 помешкань (41/км²).
Расовий склад населення:
| - 73,7 % — білих - 1,0 % — корінних американців - 0,3 % — азіатів - 0,1 % — чорних або афроамериканців - 22,5 % — осіб інших рас |

До двох чи більше рас належало 2,4 %. Частка іспаномовних становила 93,0 % від усіх жителів.
За віковим діапазоном населення розподілялося таким чином: 28,2 % — особи молодші 18 років, 59,1 % — особи у віці 18—64 років, 12,7 % — особи у віці 65 років та старші. Медіана віку мешканця становила 36,6 року. На 100 осіб жіночої статі у переписній місцевості припадало 87,9 чоловіків;  на 100 жінок у віці від 18 років та старших — 83,3 чоловіків також старших 18 років.
Середній дохід на одне домашнє господарство  становив 45 980 доларів США (медіана — 40 125), а середній дохід на одну сім'ю — 48 804 долари (медіана — 40 909). Медіана доходів становила 25 511 долар для чоловіків та 27 685 доларів для жінок. За межею бідності перебувало 34,3 % осіб, у тому числі 36,2 % дітей у віці до 18 років та 26,1 % осіб у віці 65 років та старших.
Цивільне працевлаштоване населення становило 394 особи. Основні галузі зайнятості: транспорт — 18,3 %, освіта, охорона здоров'я та соціальна допомога — 15,5 %, роздрібна торгівля — 11,2 %, сільське господарство, лісництво, риболовля — 11,2 %.